# Lisa Linn
Lisa Linn, egentligen Lis Sylvén, född 7 augusti 1935, död 22 februari 2021 i Hyllie församling i Malmö kommun, var en svensk jazzsångerska.
Hon sjöng med sin blivande make, gitarristen Bo Sylvén, från 1959. De gifte sig 1964. När de firade 30 år som artister och 25-årig bröllopsdag hade de en fest som gav upphov till den årliga festivalen Jazz under stjärnorna i Brantevik. Mellan  2009 och 2018 arrangerades festivalen av Nils Landgren och Beatrice Järås.
Linn var 1971–1972 medlem i gruppen Glenmarks. De hade framgång med låten "Gammaldags musik", listetta på Svensktoppen och som även kom in på Kvällstoppen 1972. Hon efterträddes i gruppen av Karin Glenmark.
Lisa Linn blev änka 2017. Hon är gravsatt i minneslunden på Fosie kyrkogård.